# 余闕
余 闕（よ けつ、1303年 - 1358年）は、大元ウルスに仕えた官僚の一人。字は廷心・天心。元末の混乱期に安慶城を守って陳友諒ら群雄と戦い、壮烈な戦死を遂げた事で知られる。

## 概要
余闕の先祖は代々河西武威に住まうタングート人であったが、余闕の父の沙剌臧卜が廬州で官職を得て、以後廬州に住まうようになった。余闕は幼くして父を亡くしたため、母を養いつつ呉澄の弟子の張恒とともに学んだという。
1333年（元統元年）に進士に及第し同知泗州事の地位を授けられた。その後中央に召し出されて応奉翰林文字・中書刑部主事を務めたが、権勢家におもねるのを嫌って職を捨て家に帰ったという。しかし、このころ『遼史』・『金史』・『宋史』の編纂が進められており、編纂事業に携わるために翰林に復帰した。その後、監察御史・中書礼部員外郎などを歴任し、湖広行省左右司郎中の地位に遷った時には莫徭蛮の反乱に直面した。この時、右丞のサルバンが反乱討伐を命じられながらなかなか出立しないことを批判し、右丞が糧食が不足していることを理由として挙げると、余闕は3日で糧食を集めて右丞の出征に間に合わせたという。その後、翰林待制・僉浙東道廉訪司事などの職を歴任したが、母の死のために一時郷里の廬州に戻った。
1351年（至正11年）には河南地方で紅巾の乱が勃発し、1352年（至正12年）に余闕は反乱への対処のために淮東で新設された淮東都元帥府副使・僉都元帥府事に抜擢され、兵を率いて安慶に駐屯した。兵食ともに欠乏する状況にありながら、余闕は反乱軍をよく防ぎ、屯田を行って糧食の自給を図ったという。1353年（至正13年）秋には干ばつとなったが、山神に祈祷を行うことで雨が降り、なんとか糧食を確保することができたという。またこのころ、石蕩湖の盗賊を平定し、この湖でとれる魚を運んで糧食とした。1355年（至正15年）夏、大雨によって長江が増水し屯田地も水没する危機的状況に陥ったが、余闕は大規模な土木工事を行って増水した水を堀とし、かえって城の守備を堅固なものとしたという。
このころ淮東都元帥に昇格となり、また広西の苗軍5万を率いるアルスランが廬州に接近していたが、余闕はアルスランを信用せず安慶に入れなかったという。その後、江淮行省参知政事に昇格となったが、それから間もなく池州の趙普勝が安慶を包囲した。余闕は激戦の末趙普勝を撃退したが、この時懐寧県ダルガチの伯家奴が戦死している。1357年（至正17年）にも再び趙普勝が攻撃をしかけ、この時も1カ月にわたる包囲戦の末撃退に成功している。
同年秋には淮南行省左丞の地位を拝命したが、10月に江西地方を支配する群雄の陳友諒の攻撃を受けた。このころ、義兵元帥の胡バヤンが水軍を率いて安慶の小孤山を守っていたが、4日間にわたる攻防戦の末に陳友諒に敗れ、敗走したバヤンを追って陳友諒の軍団は11月3日（癸卯）より安慶城を包囲した。余闕はまず観音橋に兵を派遣して守りを固めたが、饒州の祝寇が西門を攻めてきたためこれを撃退した。11月5日（乙巳）には敵軍が東門を登ってきたため、余闕は死士を選んでこれを撃退した。11月8日（戊申）には東西二門からの攻撃も撃退に成功したため、敵軍は攻め方を変えて攻城用具（飛楼）の準備を始めた。11月10日（庚戌）の攻防戦は夜を徹して続けられ、余闕らは休むことすらできなかったという。
年が明けた1358年（至正18年）正月4日（癸卯）には東門を攻める敵軍はますます数を増やし、正月7日（丙午）には趙普勝軍が東門を、陳友諒軍が西門を、祝寇軍が南門をそれぞれ包囲し遂に安慶城は追い詰められた。孤立無援の状況ながら余闕は自ら武器を持って奮戦し、切り伏せた敵兵は数えきれず、余闕もまた十数カ所に傷を負った。しかし、奮戦むなしく城中に火が起こったことで為す術をなくしたこと悟ると、自刎して清水塘に身を投げ、妻の耶卜氏や子の徳生・娘の福童ら家族もみな後を追った。余闕の壮烈な死を知った多くの者達はその死に殉ずる道を選び、降伏せずに城楼に登って焼け死んだ者は1千を超えた。この時亡くなった者で、名を知られた者だけでも万戸李宗可・紀守仁・陳彬・金承宗・元帥府都事帖木補化・万戸府経歴段桂芳・千戸火失不花・新李・盧廷玉・葛延齢・丘卺・許元琰、奏差兀都蛮、百戸黄寅孫、安慶推官黄禿倫歹、経歴楊恒、知事余中、懐寧尹陳巨済ら18名の名が記録されている。
余闕は命令に違う者を即斬する厳しさを持つ一方、部下とは甘苦を共にすることで慕われ、余闕が前線に出るときには士卒がみな盾となろうとしたという。余闕と敵対した陳友諒らも余闕の忠節を讃えて屍を西門外に改めて葬り、後に天下を統一した明の洪武帝は余闕の忠節を嘉して廟を立てさせたという。